# Abegg-Affäre
Als Abegg-Affäre (seltener auch Diels-Abegg-Affäre) werden die Vorgänge um ein vertrauliches Gespräch zwischen dem Staatssekretär im preußischen Innenministerium Wilhelm Abegg und dem Regierungsrat Rudolf Diels einerseits und den KPD-Politikern Ernst Torgler (Vorsitzender der Fraktion im Reichstag) und Wilhelm Kasper (Vorsitzender der Fraktion im preußischen Landtag) andererseits bezeichnet. Obwohl sicher ist, dass das Treffen – wahrscheinlich am 4. Juni 1932 – stattgefunden hat, ist nicht völlig geklärt, wie und mit welchen Intentionen es zustande kam bzw. was genau die Beteiligten besprochen und möglicherweise verabredet haben. Verzerrte Gerüchte über die Zusammenkunft gelangten Ende Juni/Anfang Juli in die Öffentlichkeit und lieferten der Regierung Papen einen zusätzlichen Vorwand für die Absetzung der sozialdemokratisch geführten Regierung Preußens am 20. Juli 1932 (vgl. Preußenschlag). Unabhängig davon steht das ungewöhnliche Treffen für Alternativen und Handlungsoptionen antinazistischer politischer Kräfte in der Schlussphase der Weimarer Republik, dokumentiert zugleich aber auch weitgehend unaufgearbeitete Verbindungen einzelner „relativ gemäßigter“ KPD-Parlamentarier zum staatlichen Sicherheitsapparat, insbesondere zur preußischen Politischen Polizei. Letzteres muss – vor allem auch mit Blick auf die spätere Zusammenarbeit Torglers mit der Gestapo und speziell mit Diels – bei der Bewertung der Ereignisse beachtet werden.

## Hintergrund
Durch die Landtagswahlen vom 24. April 1932 hatte die bisherige, von der SPD geführte preußische Staatsregierung (vgl. Kabinett Braun III) ihre parlamentarische Mehrheit verloren. Sie konnte dennoch geschäftsführend weiter amtieren, da kurz zuvor in der Geschäftsordnung des Landtages verankert worden war, dass für die Wahl des neuen Ministerpräsidenten eine absolute – und nicht wie bislang üblich eine einfache – Mehrheit der Abgeordneten zusammenkommen müsse. Die vom rechten und rechtsradikalen Spektrum geplante Koalitionsregierung aus NSDAP, DNVP und kleineren konservativen Parteien war damit verhindert, weil hierfür neun Mandate fehlten. Versuche des preußischen Zentrums, eine Koalition mit der NSDAP zu bilden, wurden durch den Einspruch des Parteivorstands unterbunden.
In dieser Pattsituation – und mit Blick auf die am 1. Juni gebildete, die Zusammenarbeit mit der NSDAP und den „Staatsumbau“ anstrebende Papen-Regierung  – unternahm der der Deutschen Staatspartei angehörende Staatssekretär Wilhelm Abegg den Versuch, die KPD für die Tolerierung einer von der SPD oder vom Zentrum geführten Minderheitsregierung in Preußen zu gewinnen. Ob und ggf. mit wem das Vorgehen Abeggs abgestimmt war, ist unbekannt. Bekannt ist, dass Ernst Heilmann, der Vorsitzende der SPD-Fraktion im preußischen Landtag, ähnliche Gedanken entwickelte. Möglicherweise handelte Abegg völlig eigenständig; sicher ist, dass er seinen unmittelbaren Dienstvorgesetzten, Innenminister Carl Severing, nicht informierte. Dazu notierte Abegg 1948:
„Es bleibt hinzuzufügen, dass ich dem Minister Severing keine Kenntnis gegeben habe, weil ich seine ständige Unentschlossenheit, vor allem den völligen Mangel an durchgreifender Energie kannte; er hätte eine Anregung zu solcher Verhandlung zweifellos mit freundlichen Worten begrüßt, jedoch mit der Einschränkung, dass er einen geeigneten Zeitpunkt abwarte, vorher noch mit seiner Fraktion sprechen und noch anderes inzwischen erwägen müsse, wodurch die Angelegenheit von vornherein zum Scheitern gebracht worden wäre.“
Für die Kontaktaufnahme zog Abegg den im preußischen Innenministerium mit der Beobachtung der KPD befassten und offenbar über Verbindungen in die Partei verfügenden späteren Gestapo-Chef Regierungsrat Rudolf Diels heran. Nach späteren Angaben Abeggs ging allerdings nicht nur die organisatorische Abwicklung, sondern auch die konkrete Anregung zu dem Treffen von Diels aus. Völlig unklar ist, welche unmittelbaren Entschlüsse und Überlegungen auf Seiten der KPD der Teilnahme an dem Treffen zugrunde lagen. Kasper und Torgler, die in der eigentlichen Parteiführung keinen Einfluss hatten, werden nicht ohne Zustimmung der Entscheidungsträger in Sekretariat und Politbüro gehandelt haben. Der Schritt fügt sich erkennbar in die seit dem Frühjahr 1932 zu beobachtende stärkere Orientierung der Partei auf die Abwehr der faschistischen Gefahr und die damit zusammenhängende Abschwächung der Angriffe auf die SPD ein (Proklamation der nominell überparteilichen Antifaschistischen Aktion Ende Mai, demonstratives Treffen Ernst Thälmanns mit zwanzig SPD- und Reichsbanner-Funktionären im Juli 1932). Wilhelm Pieck hatte am 2. Juni im preußischen Landtag angedeutet, dass die KPD auch zu parlamentarischen Manövern bereit sei, um den Übergang der Regierungsgewalt an eine nationalsozialistisch-konservative Koalition zu verhindern. Anfang Juli bezeichnete Thälmann als das politische Hauptproblem der Gegenwart die Frage, wie „die Aufrichtung der faschistischen Diktatur in Deutschland verhindert werden“ könne. Direkt auf die Unterredung mit Abegg bezogene Unterlagen der Partei sind allerdings bis zum heutigen Tag nicht bekannt geworden.

## Gesprächsinhalt
Das Treffen fand höchstwahrscheinlich am 4. Juni 1932 im Gebäude des Innenministeriums statt (allerdings wurde in der am 25. Juli angefertigten Niederschrift des Ministerialrats Wienstein über die Besprechung mit Diels am 19. Juli als Zeitangabe „vor etwa zwei Wochen“ – demnach also Anfang Juli – vermerkt). Die Zusammenkunft soll etwa vier Stunden gedauert haben. Diels will sich im Hintergrund gehalten und lediglich als Zeuge teilgenommen haben. Nach dem Wienstein-Protokoll hatte der wesentliche Teil der Unterhaltung folgenden Inhalt:
„Staatssekretär Dr. Abegg habe zunächst betont, dass die blutigen Zusammenstöße aufhören müssten, und sodann an die genannten Kommunisten die Frage gerichtet, weshalb sie eine so scharfe Opposition gegen das Preußische Staatsministerium richteten. Die Preußische Regierung habe doch nichts Wesentliches gegen die Kommunisten einzuwenden und tue alles, um die Einsetzung eines Reichskommissars für Preußen zu vermeiden. Für diese Lage müssten doch auch die Kommunisten Verständnis aufbringen. Es könne ihnen doch auch nichts daran liegen, dass die Nationalsozialisten ans Ruder kämen oder ein Reichskommissar für Preußen bestellt werde.“
Weiters habe Abegg durchblicken lassen, er könne dafür sorgen, dass die Polizei Dokumente der KPD „beschlagnahme“, die die Partei „legaler“ – sprich für SPD und Zentrum als Tolerierungspartner akzeptabler und gleichzeitig in dieser Rolle durch die Rechtsparteien weniger angreifbar – erscheinen lassen würden. Dem habe er „halb im Scherz“ hinzugefügt, dass die Partei solche Dokumente dem Innenministerium ja zuleiten könne. Diese würden „dann als beschlagnahmt ausgegeben werden.“ Konkrete Vereinbarungen in dieser oder einer anderen Richtung seien bei der Unterredung aber nicht getroffen worden.
Diese Dielssche Darstellung – die in der Folge und in bewusster Überzeichnung der Papen-Regierung als Beleg ihrer Behauptung diente, die preußische Regierung „konspiriere“ in „staatsgefährdender Weise“ mit Kommunisten – ist in den juristischen Auseinandersetzungen vor dem Leipziger Staatsgerichtshof im Spätsommer und Herbst 1932 von Abegg insofern abgeschwächt worden, als er bestritt, den KPD-Vertretern wie von Diels suggeriert ein explizites oder implizites politisches Kooperationsangebot unterbreitet zu haben. Er habe Kasper und Torgler lediglich deutlich gemacht, dass die gewaltsamen Auseinandersetzungen auf den Straßen beendet werden müssten, andernfalls laufe man Gefahr, dass die Papen-Regierung sie zum Vorwand nehme, um in Preußen einzugreifen. Gleichwohl bestritt er nicht, die KPD-Vertreter um die Unterstützung der Kandidatur eines Zentrums-Politikers für das Ministerpräsidentenamt gebeten zu haben. In einem Privatbrief an Severing vom 31. Mai 1947 bezeichnete Abegg als Ziel und Gegenstand der Unterredung allerdings die sehr viel weitergehende Absicht, eine „Einheitsfront gegen den Nationalsozialismus“ zu schaffen.

## Bekanntwerden des Treffens und politische Instrumentalisierung
Das offenbar ohne jedes konkrete Ergebnis beendete Gespräch wäre möglicherweise nie bekannt geworden, wenn Diels die ihm von Abegg ausdrücklich abverlangte Verschwiegenheit nicht in charakteristischer Weise durchbrochen hätte. In einer Einlassung vor dem Staatsgerichtshof vom 25. August 1932 rechtfertigte er den Verrat dienstlicher Geheimnisse an die politischen Gegner seines Dienstvorgesetzten mit den „schweren Gewissenskonflikten“, in die ihn seine Mitwisserschaft gestürzt habe. Diels räumte allerdings selber ein, dass Severing einige Tage nach der Unterredung von ihr erfahren und Abegg deswegen „scharf getadelt“ habe, was sein Gewissen – nimmt man das Argument einmal ernst – eigentlich hätte entlasten müssen. Dennoch entschloss sich Diels in einer Mischung aus „zumindest opportunistische[r] und teilweise grundsätzlich republikfeindliche[r] Beamtenmentalität“, Vertreter des rechten Parteienspektrums an seinem Wissen teilhaben zu lassen. Bereits am 22. Juni bemerkte der DNVP-Abgeordnete Eldor Borck eher beiläufig im Landtag:
„Der Staatssekretär im preußischen Innenministerium, Herr Abegg, konspiriert jetzt sehr eifrig mit Herren der Linken und versucht auf diese Weise, hinter den Kulissen ganz eigenartige Geschäfte für die preußische Regierung zu machen.“
Am 9. Juli berichtete die Berliner Börsen-Zeitung über entsprechende „Konspirationen“. Schließlich behauptete Reichsinnenminister Wilhelm von Gayl am 12. Juli im Kabinett, Abegg führe Verhandlungen „wegen eines Zusammenschlusses der SPD mit der KPD.“ Das entbehrte zwar jeder sachlichen Grundlage, deutete aber bereits an, in welchem Sinne der Kreis um Papen mit den durchgesickerten Informationen umzugehen gedachte. Höhepunkt der Dielsschen Zuträgertätigkeit war ein Treffen in seiner Privatwohnung am Abend des 19. Juli, an dem unter anderem der als Reichskommissar für Preußen vorgesehene Essener Oberbürgermeister Franz Bracht teilnahm. Dabei entstand das erwähnte Wienstein-Protokoll. In seiner Rundfunkansprache am Abend des 20. Juli führte Papen in interessierter Akzentuierung der von Diels gemachten Angaben dann aus:
„Wenn beispielsweise hohe Funktionäre des preußischen Staates ihre Hand dazu bieten, Führern der kommunistischen Partei die Verschleierung illegaler Terrorabsichten zu ermöglichen (...), dann wird die Autorität des Staates von oben her in einer Weise untergraben, die für die Sicherheit des Reiches unerträglich ist.“
Diese wenig konkrete Anschuldigung wurde von den Vertretern der Papen-Regierung in dem von der abgesetzten preußischen Regierung vor dem Staatsgerichtshof angestrengten Prozess unter Verwendung erneuerter Aussagen Diels’ schließlich zum Vorwurf des „Hochverrats“ gesteigert.

## Einordnung
Die politischen Aussichten von Abeggs Vorstoß, der ohnehin keine über das Gespräch vom 4. Juni hinausgehenden Früchte trug, waren von vornherein gering. Selbst wenn die preußische Regierung sich auf eine formelle und mit politischen Zugeständnissen verbundene Tolerierung durch die KPD eingelassen hätte – was mit Blick auf diese Bastion des äußersten rechten Flügels der SPD völlig unwahrscheinlich ist –, wäre ein solcher Schritt mehr noch als das bloße Gerücht einer diesbezüglichen Absicht ausreichend gewesen, um das Eingreifen der auf eine derartige Steilvorlage geradezu wartenden Reichsregierung zu provozieren. Allerdings wäre zumindest die Wahrscheinlichkeit gemeinsamer Abwehrmaßnahmen der beiden Arbeiterparteien bei einer solchermaßen geänderten Ausgangslage etwas größer gewesen. So wurde die Abegg-Initiative schließlich von den Kräften politisch genutzt, gegen die sie sich richtete. Franz von Papen schreibt in seinen Memoiren, dass das von Diels vorgelegte „Material über eine Zusammenarbeit, die zwischen preußischer Regierung und der KPD beabsichtigt war“, besonders wichtig gewesen sei. Hindenburg hat angeblich erst nach dem Zeugnis Diels’ die Notverordnung, auf deren Grundlage die Absetzung der preußischen Regierung durchgeführt wurde, unterzeichnet. Es ist freilich zweifelhaft, ob einigermaßen informierte Politiker wie Papen ernsthaft an eine wirksame politische Kooperation von SPD und KPD geglaubt haben – schließlich kalkulierte die Reichsregierung bei ihrem Vorgehen gegen Preußen am 20. Juli fest ein, dass die SPD-Führung sich dem zu erwartenden (und dann auch erfolgten) Generalstreikaufruf der KPD nicht anschließt. Hingegen ist durchaus möglich, dass entsprechend erläuterte „Indizien“ bei Hindenburg die gewünschte Wirkung entfalteten.
Rücksichtlich der Rolle des nachmaligen ersten Gestapo-Chefs Rudolf Diels steht die Abegg-Affäre zudem exemplarisch für die beginnende Orientierung leitender Beamter des preußischen Innenministeriums und der Politischen Polizei auf den unmittelbar bevorstehenden, in diesem gut informierten Milieu so oder so erwarteten diktatorialen Staatsumbau und die damit einhergehende Auflösung der bis dahin wirksamen Loyalitätsbeziehungen. Diels vollzog die Wandlung vom Protegé eines linksliberalen Staatssekretärs zum Vertrauensmann rechtskonservativer Verfechter eines Ständestaates und schließlich zum Leiter der Geheimpolizei eines rechtsradikalen Terrorregimes innerhalb weniger Monate.